# Jules Crevaux
Jules Nicolas Creveaux (Lorquin, 1º aprile 1847 – Rio Pilcomayo, 2 aprile 1882) è stato un esploratore francese.
Percorse tra il 1876 e il 1881 la Guyana, il bacino del Rio delle Amazzoni e la Colombia, tracciando importanti carte. Fu ucciso nel 1882 in Bolivia dagli indigeni.